# Chiloglanis cameronensis
Chiloglanis cameronensis е вид лъчеперка от семейство Mochokidae.

## Разпространение
Видът е разпространен в Габон, Екваториална Гвинея и Камерун.